# Horst Mendelsohn
Horst Mendelsohn (* 8. Februar 1930 in Berlin; † 12. Februar 2013 in Radebeul) war ein deutscher Film- und Theaterschauspieler.

## Leben und Wirken
Mendelsohn begann seine Radebeuler Zeit 1960 bei den Landesbühnen Sachsen mit der Darstellung des Raimond in Schillers Jungfrau von Orleans, und spätestens mit dem Mephisto in Goethes Urfaust hatte er 1963 das Publikum von sich überzeugt. Im Laufe der Jahre kamen zahllose Rollen hinzu, darunter der Peachum in Brechts Dreigroschenoper, der Oberon in Shakespeares Sommernachtstraum, der Napoleon in Krieg und Frieden und Klassenlehrer Crey in der Feuerzangenbowle.
Auch auf der von den Landesbühnen bespielten Felsenbühne Rathen war Mendelsohn aktiv. Als im Zuge der Karl-May-Renaissance in der DDR 1984 in Rathen das Stück Der Schatz im Silbersee, ein Abenteuerstück in der Bearbeitung von Helmut Menschel frei nach Karl May, Premiere hatte, gab Mendelsohn den Grauen Adler. Im Old Surehand, der seine Premiere in Rathen 1995 hatte, war Mendelsohn der Erzähler. Der DEFA-Film Kurier der Schwarzen Jäger von 1970, in dem Mendelsohn den Capitane Bellemonte spielte, basierte auf einem historisch belegten Geschehnis aus der Zeit der Befreiungskriege 1812/1813, das als Bühnenstück in Rathen über mehrere Jahre erfolgreich aufgeführt wurde. Auch die Verfilmung wurde mit dem Ensemble der Landesbühnen Sachsen gedreht.
Während der Wende 1989/1990 stand Mendelsohn zusammen mit dem späteren Intendanten Christian Schmidt und dem damaligen Kapellmeister Matthias Liebich bereit, Verantwortung für die Führung des Theaters zu übernehmen, um es durch die schwierigen Zeiten zu bringen.
Seine Abschiedsvorstellung gab er im Jahr 2000, als er nach mehr als vier Jahrzehnten der Arbeit als Schauspieler zwei Tage vor seinem 70-sten Geburtstag in der Premiere von Michael Frayns Komödie Der nackte Wahnsinn (im Original: Noises Off von 1982) die Rolle eines 70-jährigen Schauspielers gab.
Dafür, dass „er stets seine ganze Kraft und seine Persönlichkeit in den Dienst des Theaters gestellt hat“, wurde der in Radebeul lebende Schauspieler im Jahr 2000 anlässlich seines 70-sten Geburtstags mit der Verleihung des Kunstpreises der Großen Kreisstadt Radebeul geehrt.
Mendelsohn war mit der Schauspielerin Hannelore Mendelsohn verheiratet und hatte zwei Kinder. Er war Neffe des deutschen Arztes und Königlich-Preußischen Gardeoffiziers Julius Schoeps.

## Filmographie (Auswahl)
- 1956: Junges Gemüse
- 1965: Das Räubermärchen[5]
- 1970: Kurier der Schwarzen Jäger[3]
- 1970: Zollfahndung, Folge 7: Das Testament[6]